# De Dokter Bea Show
De Dokter Bea Show is een Vlaamse educatieve televisieserie voor kijkers tussen negen en twaalf jaar. Het doel is kinderen voor te lichten over puberteit en seksualiteit. De reeks werd sinds 13 oktober 2017 twaalf weken lang op Ketnet uitgezonden. De opnames voor het tweede seizoen zijn in zomer 2019 begonnen, en werd sinds 4 oktober 2019 wekelijks vier weken lang uitgezonden. 

## Productie
De show wordt geproduceerd door het productiehuis De Mensen. Het programma kwam tot stand in nauw overleg met het kabinet van minister van Volksgezondheid en doet beroep op experts van Sensoa. Het is gebaseerd op het Nederlandse programma De Dokter Corrie Show.

## Afleveringen
Elke aflevering begint met een vraag van een jongere, waarop dokter Bea (gespeeld door Eva Van der Gucht) in de loop van de aflevering een antwoord geeft. Zij doet hierbij beroep op zowel deskundigen als op jongeren die hun eigen ervaringen vertellen, het puberpanel. Elke aflevering bevat ook een panelgesprek van 15- tot 19-jarigen en een Skype-gesprek met een BV.
| Aflevering | Onderwerp            | Bekende gast                            |
| ---------- | -------------------- | --------------------------------------- |
| 1          | Kussen               | Sean Dhondt                             |
| 2          | Verliefd             | Leen Dendievel Tinne Oltmans Juan Gerlo |
| 3          | Penis                | Jani Kazaltzis                          |
| 4          | Vagina               | Slongs Dievanongs                       |
| 5          | Grenzen aangeven     | Gers Pardoel                            |
| 6          | Vrijen               | Seppe Smits                             |
| 7          | Puberteit            | Tatyana Beloy                           |
| 8          | Homoseksualiteit     | Tom De Cock                             |
| 9          | Borsten              | Linde Merckpoel                         |
| 10         | Online/Sociale media | Kevser                                  |
| 11         | Voortplanting        | Koen Wauters                            |
| 12         | Zelfbevrediging      | Karolien Debecker Julie Van den Steen   |

| Aflevering | Onderwerp   | Bekende gast     | Puberpanel |
| ---------- | ----------- | ---------------- | ---------- |
| 1          | Menstruatie | Yanina Wickmayer |            |
| 2          | SOA/condoom | Tom Waes         |            |
| 3          | Sexy/bloot  | Frances Lefebure |            |
| 4          | Gender      | Ian Thomas       |            |

## Kijkcijfers
De eerste aflevering werd op 13 oktober 2017 door 104.751 kijkers bekeken. Ongeveer 50.000 van deze kijkers waren 4- tot 12-jarigen. De show had dus ook een groot aantal kijkers boven de twaalf jaar. Naast de televisiekijkcijfers bekeken ook nog eens 47.843 kijkers het programma online.